# Madrid (Surigao del Sur)
Madrid ist eine Stadtgemeinde in der Provinz Surigao del Sur an der Nordostküste der Insel Mindanao. Sie hat ca. 16.000 Einwohner.
Madrid liegt an der Küste der Philippinensee und ist der mittlere Teil einer relativ geschlossenen Region, die als CarCanMadCarLan (Carrascal, Cantilan, Madrid, Carmen, Lanuza) bezeichnet wird. Madrid ist ca. 45 km nördlich von Tandag City entfernt und von dort aus über die Küstenstraße Tandag – Surigao City erreichbar. Die Nachbargemeinden sind Cantilan im NNW und Carmen (Surigao del Sur) im SSO.

## Baranggays (Anzahl: 14)
| Name           | Einwohner (1. August 2015) |
| -------------- | -------------------------- |
| Bagsac         | 437                        |
| Bayogo         | 821                        |
| Linibonan      | 1.693                      |
| Magsaysay      | 1.164                      |
| Manga          | 759                        |
| Panayogon      | 723                        |
| Patong Patong  | 1.017                      |
| Quirino (Pob.) | 3.212                      |
| San Antonio    | 871                        |
| San Juan       | 1.205                      |
| San Roque      | 553                        |
| San Vicente    | 679                        |
| Songkit        | 505                        |
| Union          | 1.249                      |

Quelle: National Statistical Coordination Board,
Makati City, Philippines
(Pob.= Poblacion (Bevölkerung), dichter besiedelte, urbanisierte Gebiete)

## Verkehr
Die Stadtgemeinde wird von der betonierten Küstenstraße Surigao-Tandag durchquert. Der nächstgelegene Flughafen bzw. Verkehrslandeplatz ist in Tandag, die beiden größeren nächsten in Surigao und Butuan.

## Tourismus

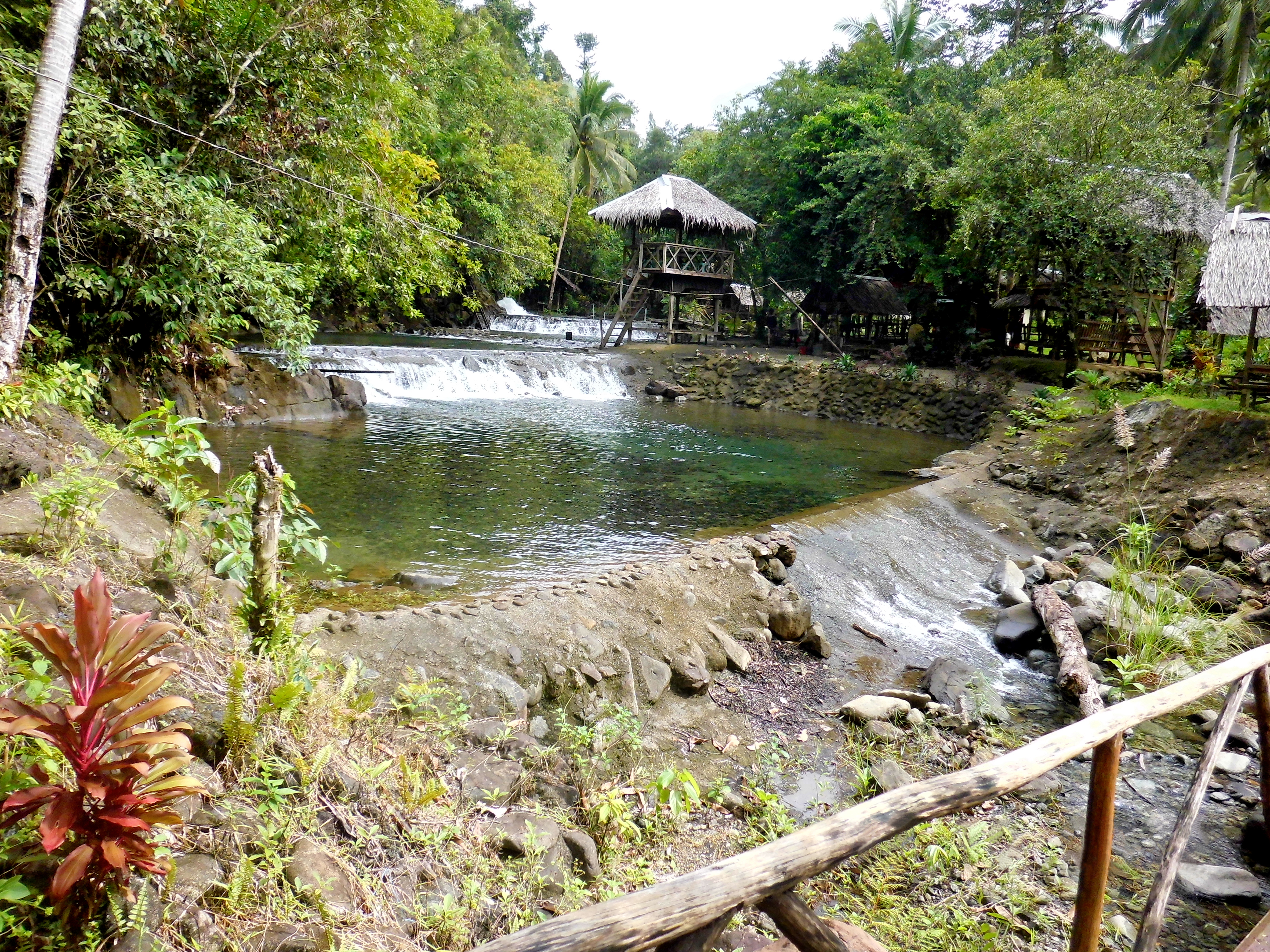
Urwaldbad "Sua cool spring", Überblick

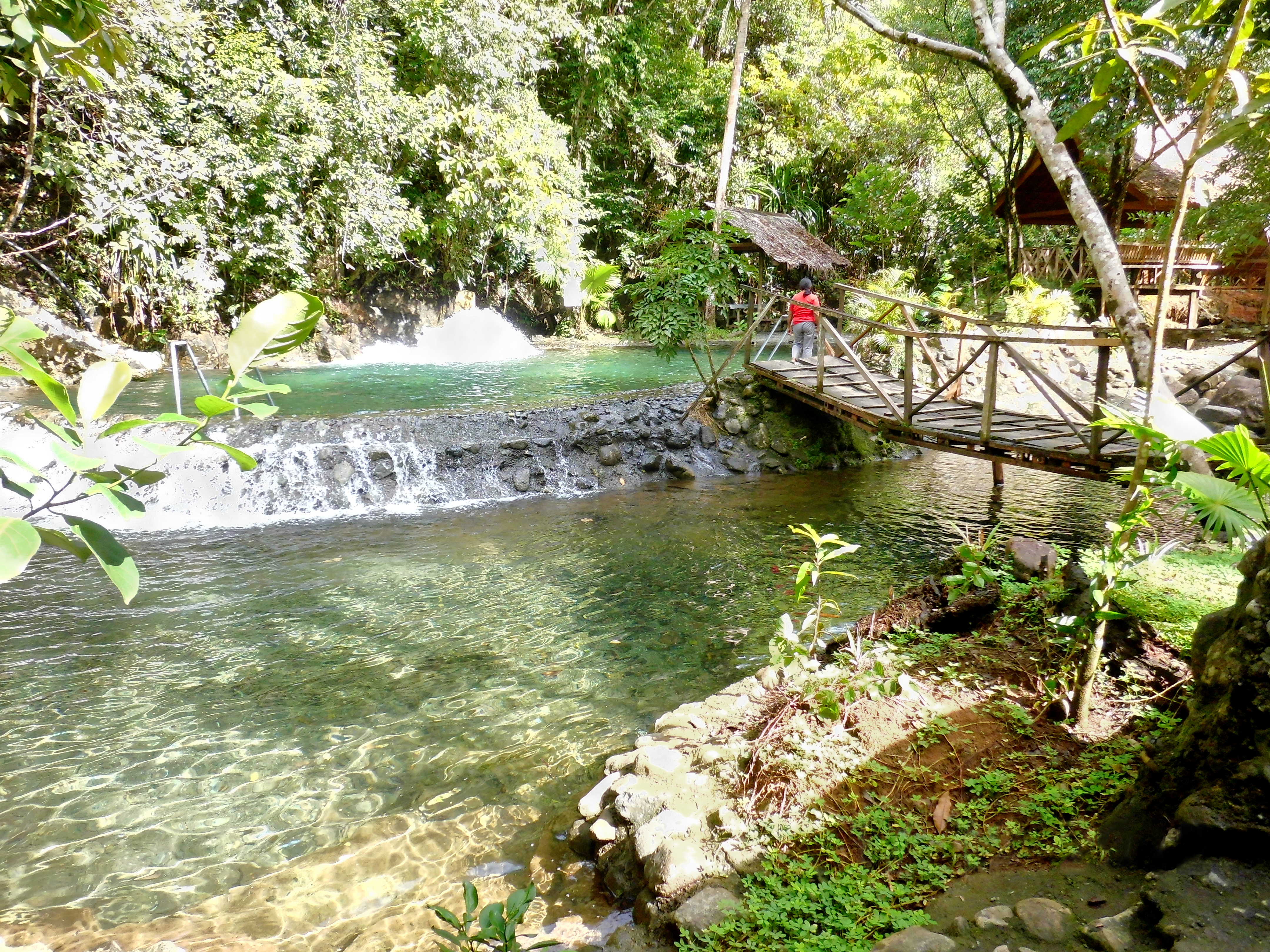
Urwaldbad "Sua cool spring", beide Schwimmbecken

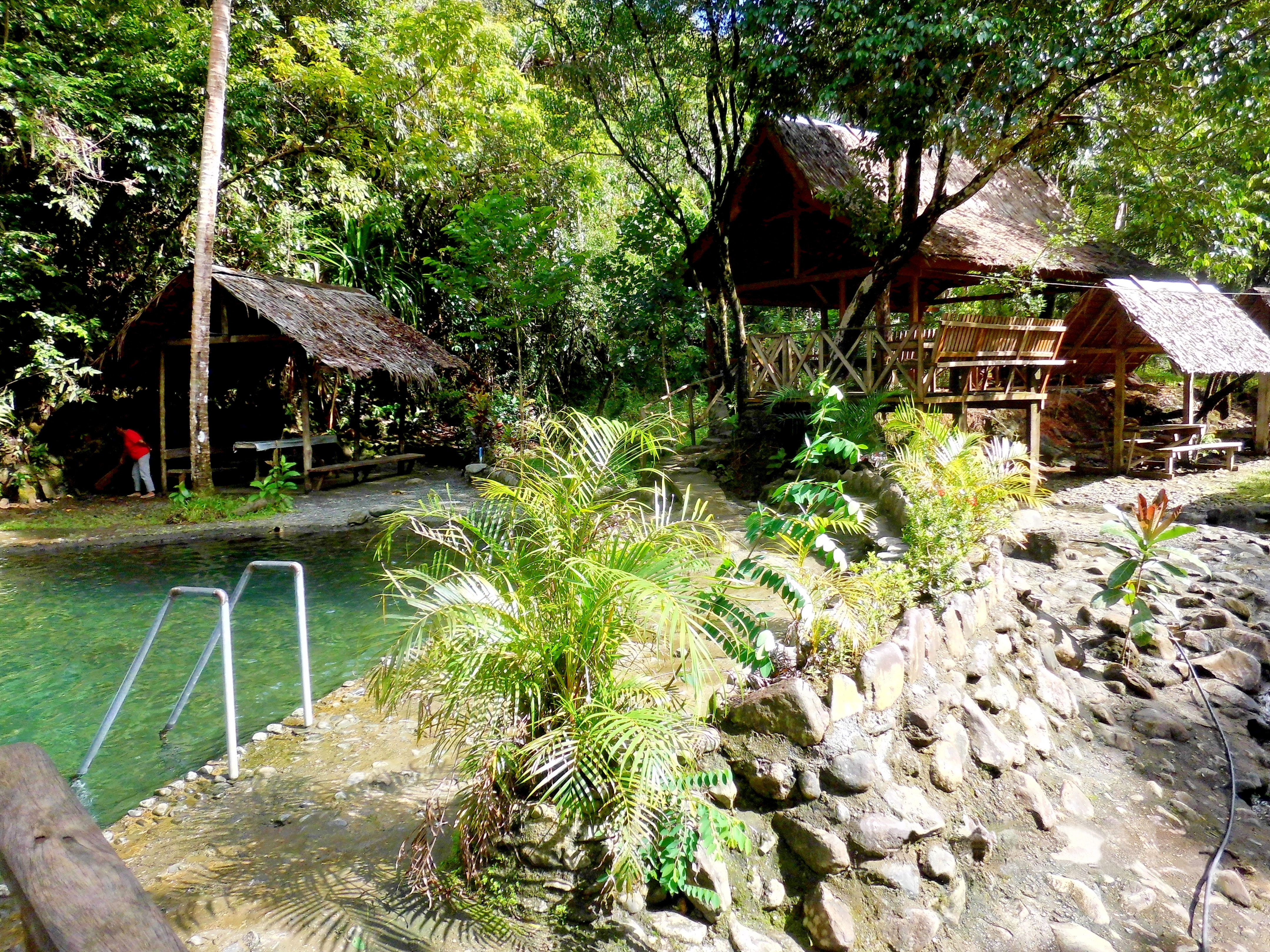
Urwaldbad "Sua cool spring", Sitzgruppen

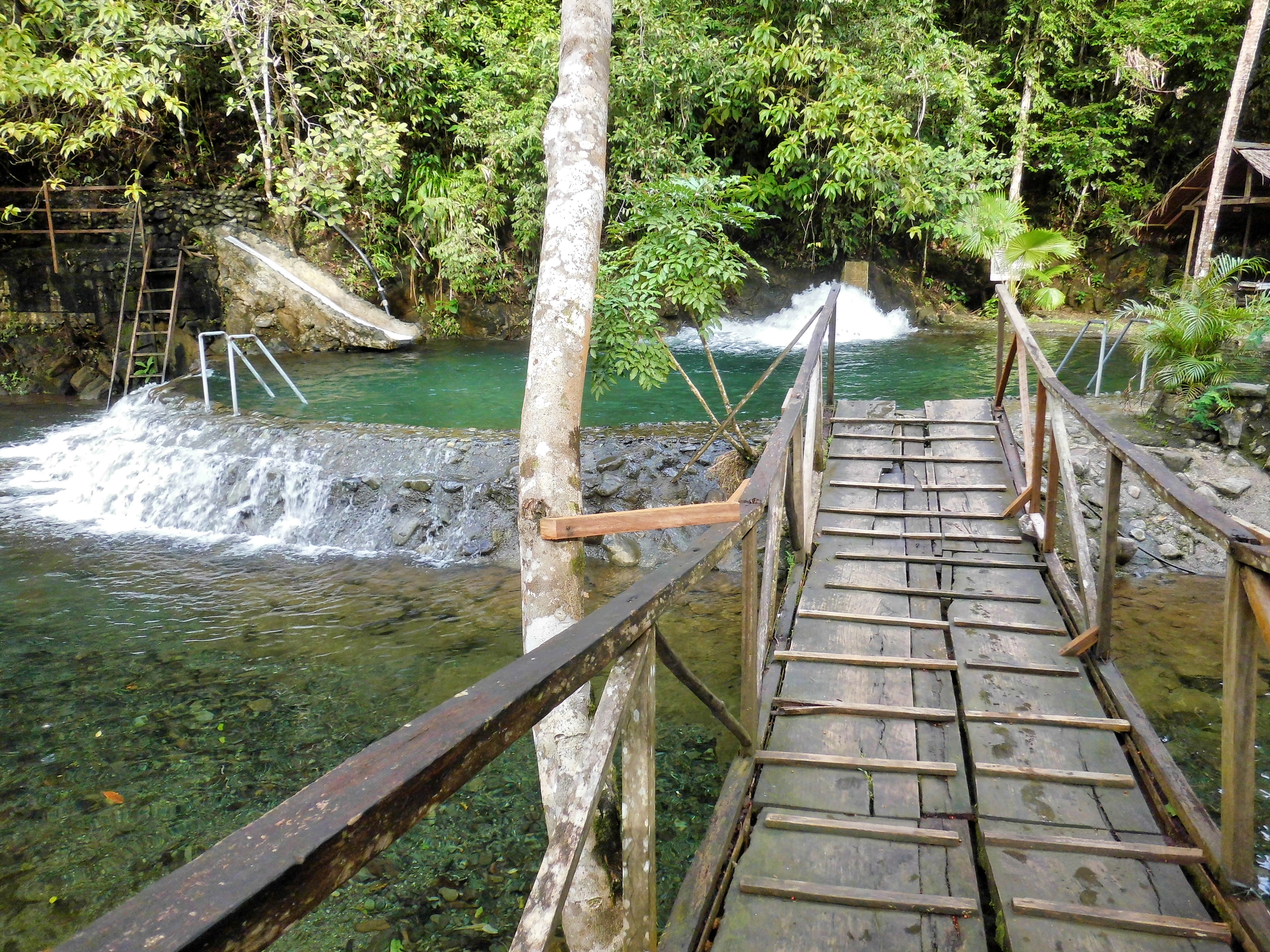
Urwaldbad "Sua cool spring" mit Wasserrutsche (links hinten)

Im Barangay San Roque befindet sich auf 9°13'N und 125°57'Ost die "Sua cool spring", welche als (Urwald-)Freibad mit 3 Becken ausgebaut ist. Da sich das Freibad aber nur ca. 500 m Luftlinie südlich der "Esperanza integrated school" befindet, nennen Einheimische diesen Ort häufig nur "Esperanza". Was zu Missverständnissen führen kann, da das direkt östlich benachbarte Barangay Esperanza bereits zur Gemeinde Carmen(Surigao del Sur) gehört. Die Quelle sprudelt – fast wie ein Springbrunnen – direkt in das obere Schwimmbecken. Überdachte Sitzmöglichkeiten mit Tischen sind vorhanden, es gibt sogar eine gekachelte Wasserrutsche. Der Weg aus dem Siedlungszentrum zu diesem Freibad führt allerdings gefühlte 2 km über eine Geröllpiste, die fahrend nur mit LKWs oder Motorrad-Taxis zu bewältigen ist. Keine Chance für Tricycles. Der Eintrittspreis ist ortsüblich, Getränke und Snacks werden angeboten.

## Klima
|                       | Jan   | Feb   | Mär   | Apr   | Mai   | Jun   | Jul   | Aug   | Sep   | Okt   | Nov   | Dez   |   |         |
| Mittl. Tagesmax. (°C) | 29    | 29    | 30    | 31    | 32    | 32    | 32    | 32    | 32    | 32    | 31    | 29    | ⌀ | 30,9    |
| Mittl. Tagesmin. (°C) | 22    | 22    | 23    | 23    | 24    | 24    | 24    | 24    | 24    | 24    | 23    | 23    | ⌀ | 23,3    |
|                       |       |       |       |       |       |       |       |       |       |       |       |       |   |         |
| Niederschlag (mm)     | 582,4 | 389,1 | 283,5 | 196,0 | 123,4 | 114,0 | 137,0 | 115,1 | 122,4 | 216,0 | 378,2 | 429,5 | Σ | 3.086,6 |

| 22 |

| 22 |

| 23 |

| 23 |

| 24 |

| 24 |

| 24 |

| 24 |

| 24 |

| 24 |

| 23 |

| 23 |

| 22 |

| 22 |

| 23 |

| 23 |

| 24 |

| 24 |

| 24 |

| 24 |

| 24 |

| 24 |

| 23 |

| 23 |

Madrid hat wie ganz Mindanao ein tropisches Klima. Die durchschnittliche monatliche Niederschlagsmenge beträgt 257,2 mm. Regenzeit ist von November bis März, Trockenzeit von April bis September. Aber auch in letzterer gibt es oft abendliche Schauer und Gewitter, die von den Einheimischen Sobasco genannt werden. Das Gebiet wird gelegentlich von Taifunen heimgesucht.